# Pyrausta trisalis
Pyrausta trisalis là một loài bướm đêm trong họ Crambidae.